# Latvijas dzelzceļš

Streckennetz der LDz (Stand 2012 mit Strecken, auf denen inzwischen kein Personenverkehr mehr stattfindet)

Die VAS Latvijas dzelzceļš (Abk. LDz; [latvijas dzɛlztsɛʎʃ]) ist die wichtigste Eisenbahngesellschaft Lettlands. Sie wurde 1992 als Staatsbahn des unabhängigen Lettland gegründet. Von 1919 bis 1940 bestand während der ersten lettischen Unabhängigkeit mit der Latvijas Valsts Dzelzsceļi (LVD) eine Vorgängergesellschaft.
Der Sitz des Unternehmens befindet sich in Riga. Das weitmaschige Streckennetz der LDz ist sternförmig auf Riga hin orientiert; ein weiterer wichtiger Eisenbahnknotenpunkt befindet sich in Daugavpils.

## Geschichte

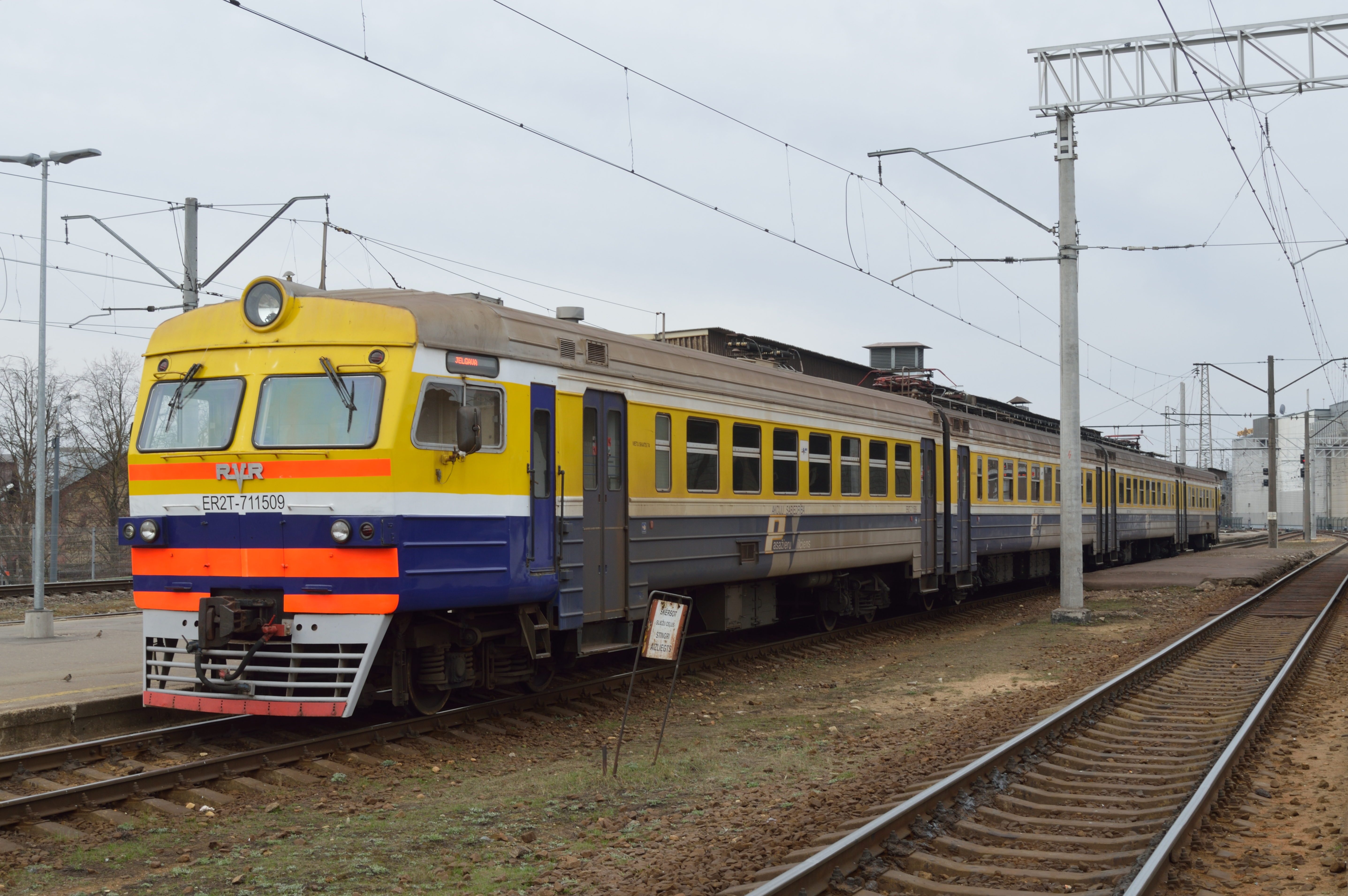
Nahverkehrszug auf der Strecke Riga – Jelgava

Zum 1. Januar 1992 wurden alle baltischen Bahnen formell aus der Sowetskije schelesnyje dorogi (SŽD) bzw. der Baltischen Eisenbahn als regionaler Teilgesellschaft der SŽD ausgegliedert und wieder selbständig. Vorübergehend firmierten die lettischen Eisenbahnen wieder unter Vorkriegsbezeichnung Latvijas Valsts Dzelzsceļi (LVD), änderte diese Bezeichnung aber bald auf den heutigen Namen Latvijas dzelzceļš.
In den Jahren nach der erneuten Unabhängigkeit Lettlands erlebte der Schienenpersonenverkehr der LDz einen erheblichen Einbruch. Waren 1990 noch rund 134 Mio. Fahrgäste befördert worden, sank diese Zahl bis 1993 auf etwa 58 Mio. Passagiere. In der Folgezeit stellte die LDZ daher verschiedene Nebenstrecken ein.
Der Personenverkehr, der neben dem S-Bahn-ähnlichen Vorortverkehr mit Elektrotriebzügen im Großraum Riga auch Verbindungen mit Dieselzügen Richtung Liepāja, Cēsis, Gulbene, Rēzekne, Daugavpils und Valga umfasst, wurde 2008 als Pasažieru Vilciens ausgegliedert.
Im Gegensatz zum Personenverkehr blieb der Güterverkehr vergleichsweise stabil, bedingt durch seine Bedeutung für den Transitverkehr zwischen Russland und den lettischen Seehäfen Liepāja und Ventspils.

## Organisation
Die Eisenbahngesellschaft LDz beschäftigt 5.322 Menschen in der Muttergesellschaft und den Tochterunternehmen:
- SIA LDz ritošā sastāva serviss (dt.: LDz Servicegesellschaft für rollendes Inventar mbH)
- SIA LDz loģistika (dt.: LDz Logistik GmbH)
- SIA apsardze (dt.: (Eisenbahn-)Schutz GmbH)
- SIA LDz Cargo (dt.: LDz Fracht GmbH)
- SIA LDz infrastruktūra (dt.: LDz Infrastruktur GmbH)
- AS LatRailNet (gesetzliche Betreiberfunktionen der öffentlichen Eisenbahninfrastruktur)

2023 wurde eine Niederlassung  in Estland für Güterverkehr gegründet.

## Eisenbahninfrastruktur
Mit Ausnahme der Bahnstrecke Gulbene–Alūksne, die als letzte Strecke des früheren 750-mm-Netzes noch in Betrieb ist, beträgt die Spurweite im heutigen Netz der LDz verbliebenen Strecken 1520 mm (russische Breitspur).
Folgende Strecken sind mit 3,3 kV Gleichspannung elektrifiziert:
- Bahnstrecke Riga–Jelgava
- Bahnstrecke Torņakalns–Tukums
- Bahnstrecke (Riga–)Zemitāni–Skulte
- Bahnstrecke Riga–Aizkraukle
- Bahnstrecke Zemitāni–Šķirotava[6]

Langfristig ist ein Ausbau der Eisenbahn im Zusammenhang mit der Rail Baltica geplant.
Im Jahr 2020 wurde die öffentliche Infrastruktur von Latvijas dzelzceļš genutzt für den Transport von:
- 24.113 Tausend Tonnen Fracht bzw. 4.994 Tausend Güterzug-Kilometer und
- 12.862 Tausend Passagiere bzw. 5.969 Tausend Personenzug-Kilometer.[7]

## Fuhrpark
Die Lokomotivflotte des LDz-Konzern bestand 2022 (Zahl 2017 in Klammern) aus: 
- 34 Diesellokomotiven 2TE10 und 2TE116 (34)
- 25 Diesellokomotiven M62 und 2M62 (81)
- 52 Rangierlokomotiven wie zum Beispiel ČME3 und TEM2 (70)
- 5 Diesellokomotiven TEP-70 (9)

Außerdem verfügt LDz über einen Dieseltriebwagen (2). Die im Personenverkehr eingesetzten Triebwagen gehören seit 2001 zum ebenfalls staatlichen Unternehmen Pasažieru Vilciens, das den Personenverkehr auf dem LDz-Netz betreibt.